# Timbres français d'Andorre 2007
Cet article recense les timbres français d'Andorre émis en 2007 par La Poste française.

## Généralités
Les timbres portent les mentions « Principat d'Andorra Postes 2007 » (Principauté d'Andorre / opérateur postal / année d'émission) et une valeur faciale en euro (€).
Andorre n'a pas d'administration postale propre : le courrier est pris en charge par les opérateurs postaux espagnols (Correos de España) et français (La Poste). Le transport du courrier au départ de la principauté pour une commune de celle-ci est gratuit ; les timbres français servent donc sur le courrier à destination de l'étranger via la France. Les plis affranchis avec des timbres français doivent être déposés dans les bureaux ou les boîtes aux lettres de La Poste, et doivent correspondre aux tarifs en vigueur en France.
Pour les timbres espagnols, voir Timbres espagnols d'Andorre 2007.

### Tarifs postaux
Voici les tarifs réalisables avec un timbre émis en 2007.
Tarif intérieur :
- gratuit.

Tarifs vers la France et Monaco :
- 0,49 € : lettre non prioritaire de moins de 20 grammes (ainsi que vers les départements et territoires d'outre-mer français).
- 0,54 € : lettre prioritaire de moins de 20 grammes (ainsi que vers les départements et territoires d'outre-mer français).
- 1,30 € : lettre prioritaire de 50 à 100 grammes.

Tarifs vers l'Europe et le reste du monde :
- 0,60 € : lettre prioritaire de moins de 20 grammes vers la zone 1 (Union européenne, Liechtenstein, Saint-Marin, Suisse et Vatican).

## Légende
Pour chaque timbre, le texte rapporte les informations suivantes :
- date d'émission, valeur faciale et description,
- formes de vente,
- artistes concepteurs et genèse du projet,
- manifestation premier jour,
- date de retrait, tirage et chiffres de vente,

ainsi que les informations utiles pour une émission donnée.

## Janvier

### Blason d'Andorre

Le blason de la principauté d'Andorre.

Le 15 janvier, est émis un timbre d'usage courant au type Blason d'Andorre posé sur fond bleu correspondant à son tarif de 0,60 € destiné à l'expédition d'une lettre de moins de 20 grammes vers un pays de l'Union européenne depuis le 1er octobre 2006.
Le timbre de 2,6 × 3,2 cm est mis en page par Alain Seyrat et imprimé en offset en feuille de quarante exemplaires.

### Écureuil et marmotte

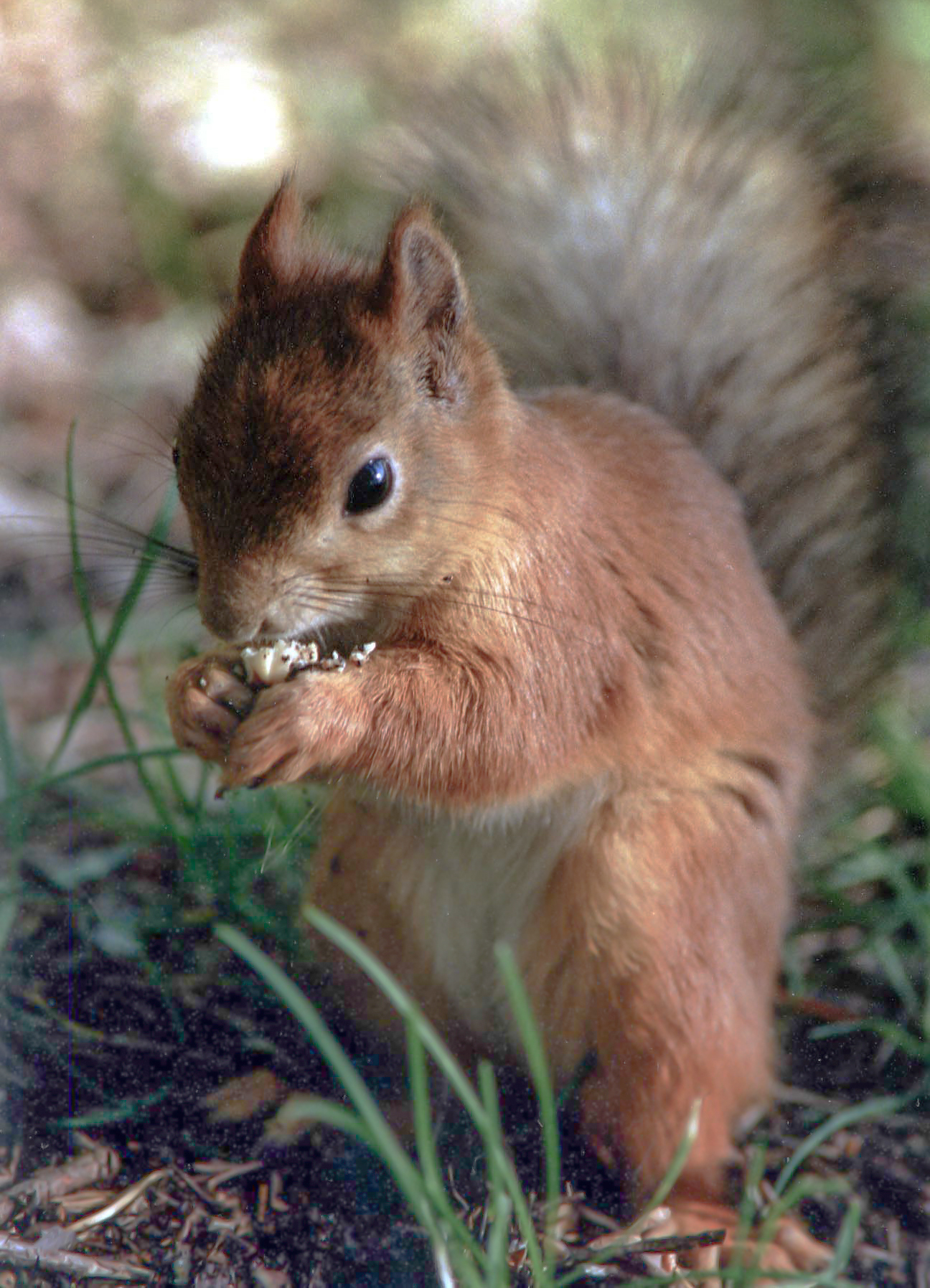
Un écureuil mangeant une noisette.

Le 22 janvier, sont émis deux timbres sur des animaux présents dans les forêts des Pyrénées : l'écureuil sur le 0,60 € et la marmotte sur le 0,54 €.
Les timbres de 4 × 2,6 cm pour l'écureuil et 2,6 × 4 cm pour la marmotte sont dessinés par Joan Xandri. Ils sont imprimés en offset en feuille de cinquante exemplaires.

## Février

### Légende:le Testament du loup
Le 26 février, est émis un timbre de 0,49 € illustrant la légende locale du Testament du loup (Llegenda. El testament del llop. Sur fond de paysage nocturne baignée par la lumière de la pleine lune, un loup vêtu comme un roi rédige une lettre.
Le timbre de 2,6 × 4 cm est dessiné par Sergi Mas et mis en page par Stéphanie Ghinéa. Il est imprimé en offset en feuille de cin.

## Mars

### Prédelle de Prats
Le 19 mars, est émis un timbre de 1,30 € reproduisant une scène de la Crucifixion du Christ. L'image est un des cinq compartiments de la prédelle (predel-la), partie inférieure du retable de l'église Saint-Michel de Prats, dans la paroisse de Canillo.
La photographie de l'œuvre est mise en page par Joan Xandri sur un timbre de 4,085 × 5,2 cm imprimé en offset en feuille de trente exemplaires.

## Avril

### Carnet d'usage courant

Armoiries d'Andorre.

Le 2 avril, est émis un carnet de dix timbres autocollants à validité permanente pour la lettre prioritaire de moins de 20 grammes à destination de la France. L'illustration est l'écusson andorran sur fond rouge.
Le timbre de 1,5 × 2,1 cm et le carnet sont conçus par Stéphanie Ghinéa et mis en page par Alain Seyrat. Les timbres sont imprimés en offset.

### Saint-Georges
Le 23 avril, à l'occasion du jour de Saint-Georges (Sant Jordi), est émis un timbre de 0,86 € en forme de cœur à l'intérieur duquel est reproduite la photographie d'une rose. Pendant cette journée de la fête religieuse dédiée au martyr Georges de Lydda, les Andorrans et les Espagnols issus de l'ancien royaume d'Aragon s'échangent une rose et un livre.
Le timbre inclus dans un carré de 3,8 cm de côté est créé par Stéphanie Ghinéa. Il est imprimé en héliogravure en feuille de trente exemplaires.

## Mai

### Europa: le scoutisme
Le 5 mai, dans le cadre de l'émission Europa, est émis un timbre de 0,54 € sur le thème commun du centenaire du scoutisme. L'illustration est une main effectuant le salut scout, avec des flèches rouges comme mode d'emploi pour la position des poids. À l'arrière-plan, est reproduit un texte.
Le dessin de Enric Cardús est mis en page par Stéphanie Ghinéa sur un timbre de 3 × 4 cm imprimé en offset en feuille de quarante exemplaires.

## Juin

### Jumelage entre Meritxell et Sabart
Le 4 juin, est émis un triptyque de deux timbres de 0,54 € séparés par une vignette rappelant le jumelage (agermanament) religieux entre le sanctuaire andorran de Notre-Dame de Meritxell dans la paroisse de Canillo et la paroisse de Notre-Dame de Sabart à Tarascon-sur-Ariège en France. Introniser la Vierge des deux églises est l'acte inaugural de ce jumelage. Chaque timbre est illustré du dessin de ces deux statues, la vignette présentant les églises vues de l'extérieur. Détruite dans un incendie en 1972, la Vierge de Meritxell date des XIe – XIIe siècles et la Vierge noire de Sabart de la Renaissance est richement décorée d'or et de bijoux. Notre-Dame de Meritxell est la patronne de la principauté d'Andorre.
Les timbres et la vignette de 2,2 × 3,6 cm sont dessinés par Sergi Mas et imprimés en offset en feuille de dix diptyques.

## Juillet

### Pinette
Le 10 juillet, est émis un timbre de 0,60 € reproduisant la photographie de profil d'une Pinette, un véhicule automobile à vapeur datant du dernier quart du XIXe siècle. Un modèle est conservé au Musée national de l'automobile à Encamp.
Le timbre carré de 4 cm de côté est mis en page par Francesc Ribó. Il est imprimé en offset en feuille de trente exemplaires.
La poste espagnole a également émis en octobre 2002 un timbre d'Andorre sur ce véhicule.

## Septembre

### Rugby à XV
Le 3 septembre, est émis un timbre ovale de 0,85 € sur le rugby à XV (rugbi) à l'occasion de la Coupe du monde de rugby à XV organisée en Écosse, en France et au Pays de Galles du 7 septembre au 20 octobre 2007. L'illustration est une scène de jeu où le porteur du ballon porte un maillot aux couleurs de l'équipe d'Andorre.
L'illustration préparée par Bruno Ghiringhelli est mise en page par Stéphanie Ghinéa sur un timbre ovale inscrit dans un carré de 4 cm de côté et imprimé en offset en feuille de trente exemplaires.

## Octobre

### Vallée de Comapedrosa
Le 8 octobre, est émis un timbre de 3,04 € sur la vallée de Comapedrosa (Vall del Comapedrosa), parc naturel communal depuis juillet 2006 et dominé par le point culminant de la principauté, le pic de Coma Pedrosa. La photographie estivale montre au premier plan un ruisseau, la montagne en arrière-plan.
La photographie d'Àlex Tena est mise en page par Stéphanie Ghinéa. Le timbre de 2,6 × 4 cm est imprimé en offset en feuille de cinquante.

## Novembre

### Préhistoire: La Balma de la Marginada et El Cedre
Le 12 novembre, sont émis deux timbres sur des sites préhistoriques d'Andorre : La Balma de la Marginada sur le 0,60 € et El Cedre sur le 0,85 €. Sur chacun, des scènes de la vie quotidienne d'êtres humains préhistoriques en forme de silhouettes noires sur un décor montagneux.
Les timbres de 3 × 4 cm sont créés par Francesc Ribó et mis en page par Stéphanie Ghinéa. Ils sont imprimés en offset en feuille de cinquante exemplaires.

## Décembre

### Retable majeur de Sant Martí de la Cortinada

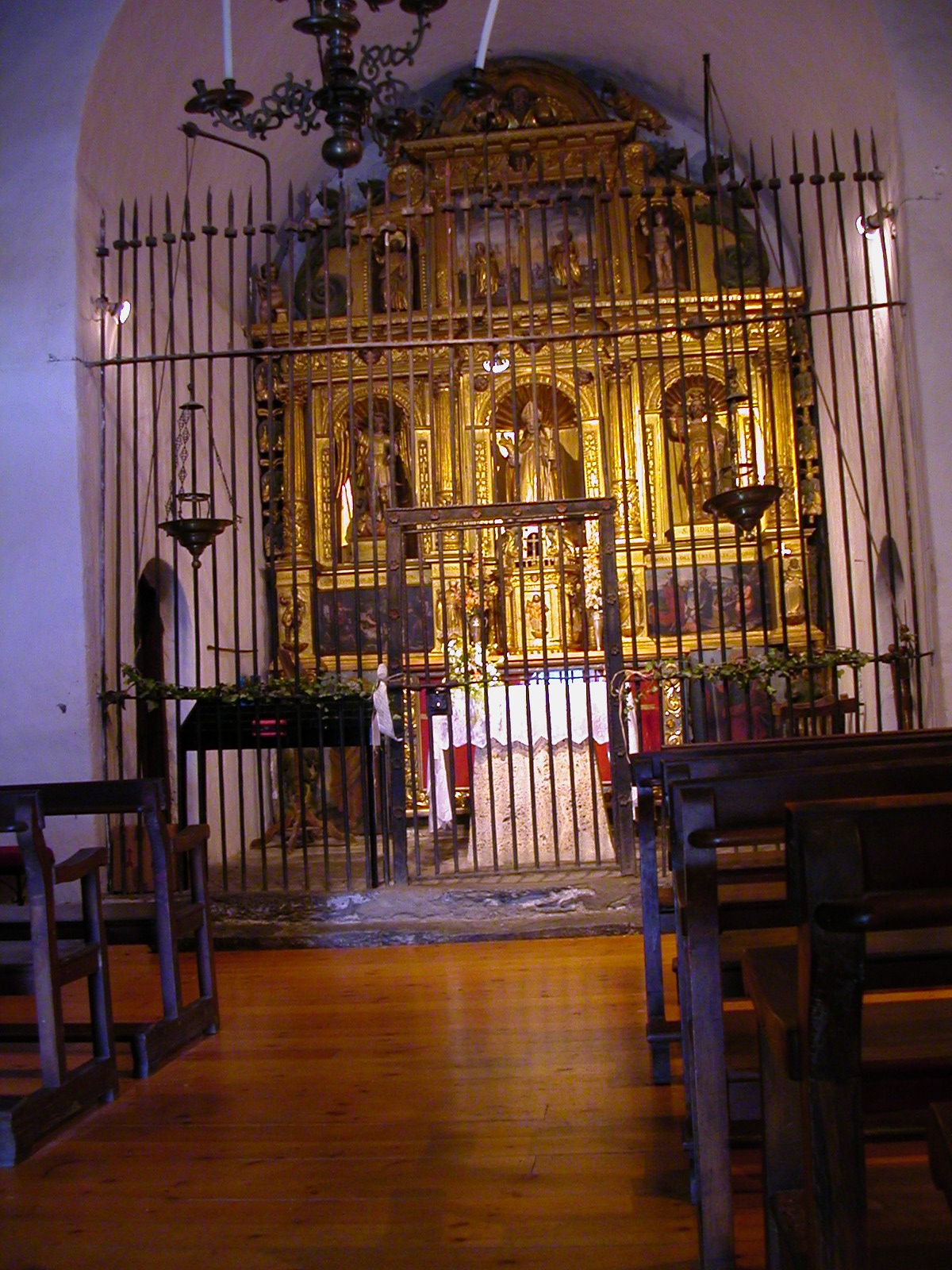
L'image qui sert d'illustration au timbre se distingue sur la gauche à travers la grille.

Le 4 décembre, suite de l'émission de décembre 2006, est émis un timbre de Noël de 0,54 € reproduisant une seconde partie du retable majeur de l'église Sant Martí de la Cortinada (Retaule major de Sant Martí de la Cortinada), dans la paroisse andorrane d'Ordino. La scène représente la Nativité. La Cortinada fait partie de plusieurs ensembles d'églises romanes que l'Andorre souhaite faire inscrire sur la liste du patrimoine mondial.
L'œuvre est mise en page par Joan Xandri sur un timbre de 4 × 2,6 cm imprimé en offset en feuille de cinquante.

### Sources
- La presse philatélique française, dont les pages nouveautés de Timbres magazine.
- Le catalogue de vente par correspondance de La Poste française.